# Левобережная (деревня)
Левобере́жная — деревня в Калининском районе Тверской области. Входит в состав Каблуковского сельского поселения.

## История
В 1967 году указом Президиума Верховного Совета РСФСР деревне Голодово присвоено наименование Левобережная.

## Население
| 2010 |
| ---- |
| 10   |

## Улицы
В деревне имеются две улицы: Луговая и Солнечная.